# Stazione di Aberdeen
La stazione di Aberdeen (in inglese Aberdeen railway station) è la principale stazione ferroviaria di Aberdeen, Scozia, Regno Unito.